# Ursynów
Ursynów es un dzielnica (distrito) de Varsovia. Con una superficie de 44,6 km ², es el tercer distrito más poblado de Varsovia, al igual que el tercero más grande, que comprende un 8,6%. El distrito tiene una población de casi 148.000, y es uno de los de mayor crecimiento, además de ser el del más al sur. Al ser el campus universitario, la mayoría de los habitantes son jóvenes de 18 años.

## Historia
La sección oriental de Ursynów está fuertemente construido con bloques de viviendas construidas años después de la fundación de la ciudad, en 1916. Las otras secciones, las occidentales y meridionales son grandes extensiones de parques y bosques construido a finales del siglo XIX y XX. El barrio es considerado «El dormitorio de Varsovia», ya que fue uno de los primeros barrios creados.
La zona del extremo sur de Ursynów comprende del Bosque Kabaty, que cubre más de 9,2 km ². Otros atractivos son el escarpement río Vístula, el enorme Palacio de Natolin y el barrio de Służewiec, donde está el hipódromo de Varsovia, construido en 1939. Este enorme complejo no es sólo usado para las carreras de caballos, sino también para exposiciones al aire libre o para conciertos.